# De Os
De Os is een voormalige oliemolen aan de Kalverringdijk op de Zaanse Schans in de gemeente Zaanstad.
Tussen de zaagmolens Het Jonge Schaap en Het Klaverblad staat de romp van de oliemolen De Os. De molen is gebouwd voor 1663 en is daarmee een van de oudste industriemolens in de Zaanstreek. Tot 1916 is de molen op windkracht in bedrijf geweest. In dat jaar werden kap, wieken en stelling verwijderd waarna de molen op motorkracht tot 1931 in bedrijf was. Daarna werd De Os een opslagplaats. Thans zijn de schuren van de molen bewoond en het molenlijf is de afgelopen jaren gerestaureerd. Het binnenwerk is nog compleet aanwezig, alleen de wieken, de kap en de stelling ontbreken. De particuliere eigenaar staat niet afwijzend tegenover compleet herstel van deze pittoresk gelegen molen.
| Mediabestanden Commons heeft media  bestanden in de categorie De Os . |

Oliemolens:
De Bonte Hen ·
De Os ·
De Ooijevaar ·
Het Pink ·
De Zoeker

Zaagmolens:
De Gekroonde Poelenburg ·
De Held Jozua ·
Het Jonge Schaap ·
Het Klaverblad

Overige typen:
De Bleeke Dood ·
De Huisman ·
De Kat ·
Het Prinsenhof ·
Herkules ·
De Schoolmeester ·
De Koker

Kleine molens:
De Jonge Dirk ·
Kaatmolen ·
De Kroosduiker ·
Het Zwarte Kalf ·
De Hadel ·
De Windhond ·
De Windjager ·
De Zwaan

Overig:
Molenmuseum ·
Zaanse Schans ·
Vereniging De Zaansche Molen